# Ulf Chöler
Ulf Carl Gustav Chöler, född 31 augusti 1924, död 23 december 1996, var en svensk jurist som var lagman i Mariestads tingsrätt från 1978 till 1984.
Chöler utnämndes 1 september 1966 till tingsdomare i Vadsbo domsaga. Den 15 mars 1978 utnämndes han till lagman i Mariestads tingsrätt, efter att varit rådman där tidigare.